# 最好的朋友 (小說)
《最好的朋友》（英語：A Simple Favor）是美國芝加哥的幼稚園老師達希·貝爾所寫的首部驚悚小說。初次出版於2017年3月21日，小說以寫育兒經部落格的母親史蒂芬妮為中心，描述了史蒂芬妮試圖找到她最好的朋友艾米莉在康涅狄格州小鎮突然失蹤的真相。故事採用不可靠的敘事者的方式，通過史蒂芬妮、艾米莉和艾米莉的丈夫西恩來分別講述。

## 摘要
熱愛寫育兒經的部落客史蒂芬妮有一天受到她最好的朋友艾米莉請求，幫助她接送小孩上學；然而艾米莉卻從未出現。經過數天的搜查，艾米莉被認為已經死亡。史蒂芬妮開始深入研究艾米莉的秘密，試圖揭開真相。

## 反應
《里奇蒙時代電訊報》評論稱，「核爆級別的《控制》，像是灌入類固醇、安非他命和可卡因般令人沉迷...。但是貝爾擁有一種邪惡的想像力，牢牢把握情節，她將《最好的朋友》多次曲折發展，同時為精明的讀者提供微妙的線索。」
克里夫蘭的《誠懇家日報》將這部小說評為B級，並稱之為一本引人入勝的佳作。
《多倫多星報》補充說，這是一部時尚且令人不安的驚悚故事：「情節延伸到越來越黑暗的場域，敘述混合了驚悚片常見的噱頭，並產生了一個神祕而怪誕的總體故事，提供最大的滿足感。」

## 改編電影
2016年1月，二十世紀福斯搶先獲得小說的電影版權。2017年6月，保羅·費格簽約執導小說的電影版本失蹤網紅，安娜·坎卓克和布蕾克·萊芙莉參與主演，電影將於2018年9月上映。

## 附註
1. 1 2 3  . Publishers Weekly. January 9, 2017  [June 25, 2017]. （原始内容存档于2020-08-10）.
2. ↑  黨一馨. . 上報. 2018-05-10  [2018-09-04]. （原始内容存档于2021-01-18）.
3. 1 2  Laura DeMarco. . The Plain Dealer. 2017-03-16  [2018-09-09]. （原始内容存档于2018-09-09）.
4. ↑  Jay Strafford. . Richmond Times-Dispatch. 2017-04-15  [2018-09-09]. （原始内容存档于2019-01-26）.
5. ↑  Jack Batten. . Toronto Star. 2017-03-25  [2018-09-09]. （原始内容存档于2018-09-09）.
6. ↑  Ashley Lee. . The Hollywood Reporter. 2017-06-20  [2018-09-09]. （原始内容存档于2021-02-14）.

## 外部連結
- Official HarperCollins page （页面存档备份，存于）